# لوسیا یپز
لوسیا یپز (به انگلیسی: Lucía Yépez؛ متولد ۱۸ فوریهٔ ۲۰۰۱) کشتی‌گیر آزادکار اهل اکوادور است. وی سابقه حضور در المپیک ۲۰۲۰ توکیو را دارد.
از افتخارات وی می‌توان به کسب مدال نقره بازی‌های المپیک ۲۰۲۴ پاریس و مدال برنز مسابقات قهرمانی کشتی جهان ۲۰۲۳ اشاره کرد.